# Fabien Bacquet
Fabien Bacquet (* 28. Februar 1986 in Soissons) ist ein ehemaliger französischer Radrennfahrer.

## Sportliche Laufbahn
Fabien Bacquet begann seine Karriere 2006 bei dem französischen Radsport-Club Le CC Nogent-sur-Oise. Seinen ersten Sieg feierte er beim Prix des Blés d’Or. Außerdem wurde er zweimal Etappendritter bei der Tour de la Somme. 2009 gewann er eine und 2011 zwei Etappen der Tour de Normandie. Im Mai 2014 beendete er seine Radsportlaufbahn.

## Erfolge
2009
- eine Etappe Tour de Normandie

2011
- zwei Etappen Tour de Normandie

## Teams
- 2007 Skil-Shimano
- 2008 Skil-Shimano
- 2009 Auber 93
- 2010 Big Mat-Auber 93
- 2011 Big Mat-Auber 93
- 2012 Auber 93
- 2013 BigMat-Auber 93
- 2014 Veranclassic-Doltcini (bis 14. Mai)